# 河よりも長くゆるやかに
『河よりも長くゆるやかに』（かわよりもながくゆるやかに）は、吉田秋生による日本の漫画作品。『プチフラワー』（小学館）にて1983年から連載されていた（詳細は#連載情報参照）。
1985年、『吉祥天女』と共に、小学館漫画賞受賞。
文庫版では、夢枕獏が巻末エッセイを寄せている。

## あらすじ
高校生の能代季邦は米軍基地の町で姉の幾世と二人暮らしをしている。両親は離婚しており、二人は母親に引き取られたものの、母親は1年も経たないうちに亡くなってしまう。父親から養育費を受け取っているが、幾世は当てつけのように水商売に入っており、季邦も金がいいということで米兵相手のゲイバーでバイトをしている。
中学生の頃の季邦はバスケットに打ち込む品行方正な少年であったが、父親が外に女性を作り、家を出てからすっかり屈折した性格に変わってしまった。GFのみどりとはときどき自分の部屋でセックスをする関係であるが、男性の友人と異なり共通の話題探しに苦労している。
季邦は米兵相手に女性をあっせんしていることがバレて地回りのリンチを受けて倒れているところを米兵のジェイムズ・ダン（通称ポパイ）に助けられる。幾世とポパイは急速に親しくなり、米兵との恋が成就するはずのないことを知っている季邦はそれを不安なまなざしで見ている。
季邦がバイトをしているゲイバーで深雪の父親が心臓発作を起こし、駆け付けた深雪は季邦のバイトを知ってしまう。口封じのため深雪に女装させ、舞台に出演させたところ、深雪は自分の女装姿がすっかり気に入り、ちょっと危ない世界に入りそうになる。この一件で季邦と深雪は悪友となり、神田秋男を加えた3人で基地の街の青春を謳歌する。

## 登場人物
能代 季邦（のしろ としくに）
通称・トシ、父親の不倫により両親は離婚しており、姉とともに母親に引き取られたが、母親が亡くなったため姉と2人暮らしをしている。中学時代にバスケで全国大会に出た経験をもつ。
久保田 深雪（くぼた みゆき）
バスケ部のキャプテン、父親は悪徳サラ金として有名なローン会社の社長をしている。季邦がバイトしているバーで出会ってしまい、女装で舞台に立たされたことから悪友となる。
神田 秋男（かんだ あきお）
季邦とは父親同士が知り合いで幼なじみ。
能代 幾世（のしろ いくよ）
季邦の姉、クラブで働いており、季邦を助けた米兵のジェイムズ・ダン（通称ポパイ）と付き合うようになる。
正子（ しょうこ）
幾世と同じクラブで働いている女性。季邦の父親の再婚相手と似ており、季邦もこのタイプの女性が好みである。ヤクザのヒモがついており、よく暴力を振るわれている。
みどり
名門の私立宝珠女子校に通う季邦のGF、季邦とは深い仲となっており、その現場を幾世に見つかったことがある。
ジェイムズ・ダン
基地で働く整備兵で通称はポパイ。地回りのリンチにあって倒れていた季邦を助けたことから幾世と付き合うことになる。
三原 順子（みはら よりこ）
季邦の中学の同級生、季邦のことが好きであったがみどりを季邦に紹介して仲をとりもった。

## 連載情報
| タイトル                     | 文庫収録順 | 掲載誌       | 掲載号       |
| ---------------------------- | ---------- | ------------ | ------------ |
| 愛というのじゃないけれど     | 2          | プチフラワー | 1983年01月号 |
| 真夜中のゲイボーイ           | 3          | プチフラワー | 1983年03月号 |
| ボクのキミはピッカピカ!      | 7          | プチフラワー | 1983年05月号 |
| 愛と青春の朝立ち             | 4          | プチフラワー | 1983年07月号 |
| 大麻畑でつかまえて           | 5          | プチフラワー | 1983年09月号 |
| さらばスクール・ボーイ愚連隊 | 1          | JUNE         | 1983年09月号 |
| 今だから言える暗い過去       | 6          | プチフラワー | 1984年01月号 |
| 大弱点                       | 8          | プチフラワー | 1984年09月号 |
| みゆき                       | 9          | プチフラワー | 1984年12月号 |
| やっぱアレなのよ             | 10         | プチフラワー | 1985年01月号 |
| Aランクでいこう              | 11         | プチフラワー | 1985年02月号 |